# Bildsensor

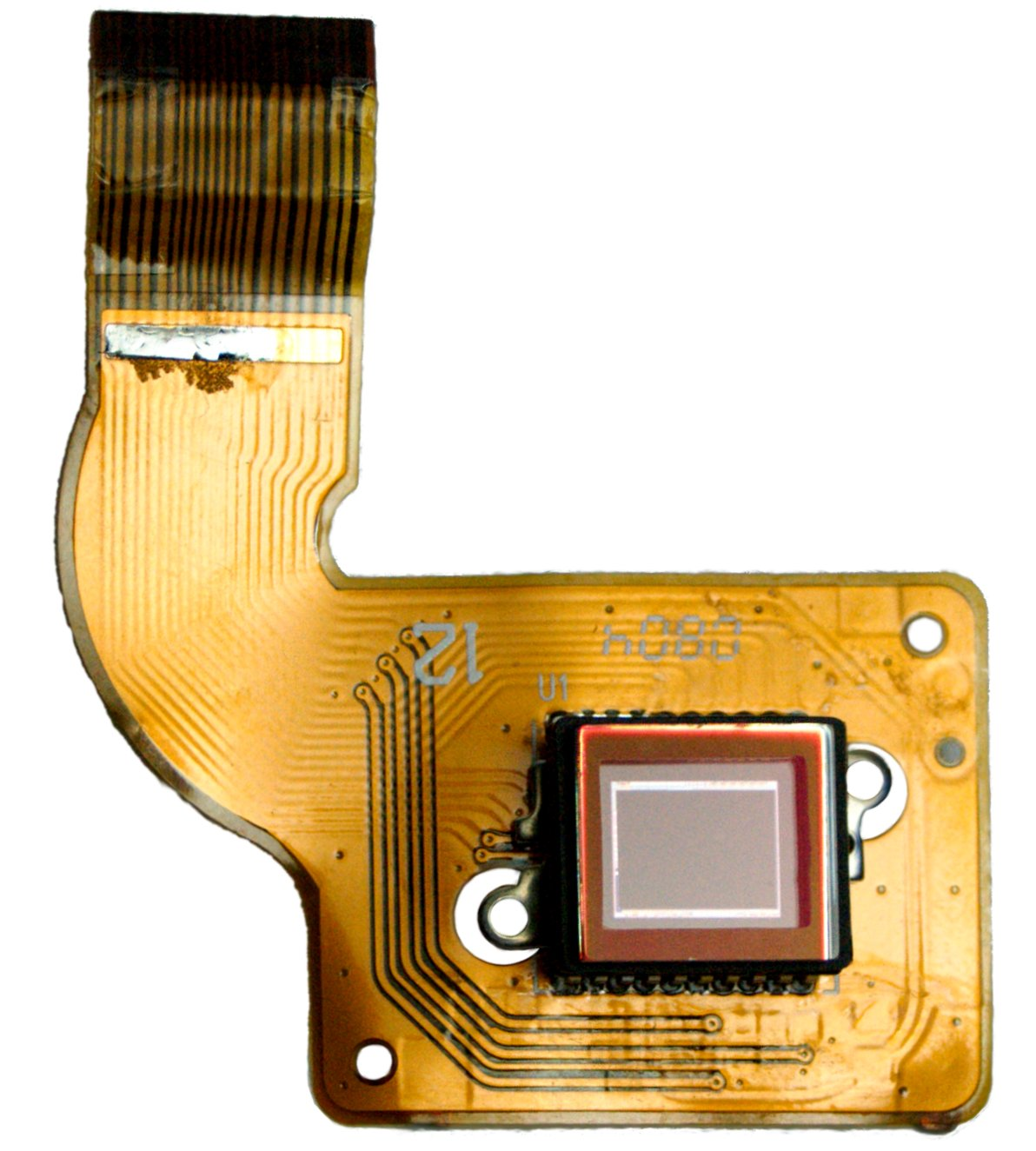
CCD-Sensor auf flexibler Leiterplatte

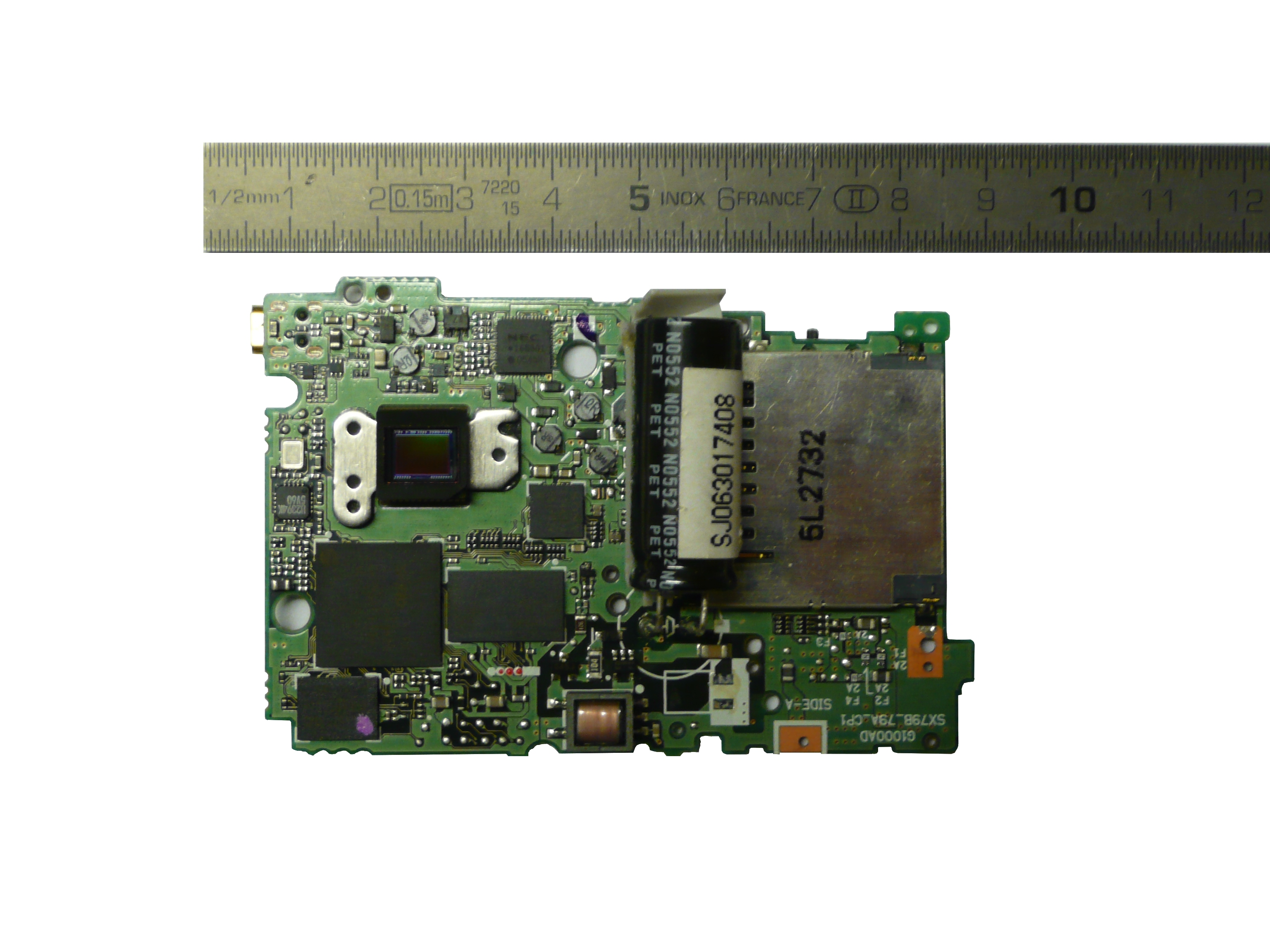
Bildsensor und Hauptplatine einer Digitalkamera

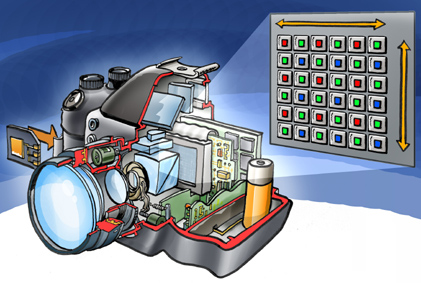
Schematischer Aufbau in einer Fotokamera

Ein Bildsensor ist eine Vorrichtung zur Aufnahme von zweidimensionalen Abbildern aus Licht auf elektrischem oder mechanischem Wege. In den meisten Fällen werden halbleiterbasierte Bildsensoren verwendet, die Licht bis ins mittlere Infrarot aufnehmen können. Es existieren aber auch zweidimensionale Halbleiterdetektoren für die Aufnahme hochenergetischer ionisierender Strahlungsarten wie Röntgen- und Gammastrahlung.
Technische Lösungen zur Aufnahme eines Bildes im sichtbaren Bereich bis zum Infrarotbereich beruhen oft auf zweidimensionalen Anordnungen (Arrays), deren Signale elektronisch ausgelesen werden. Insbesondere bei Infrarot bezeichnet man diese auch als Focal Plane Array (FPA).

## Bauformen
Beispiele für Bildsensoren im sichtbaren Bereich und im nahen Infrarotbereich:
- Siliziumsensoren weisen relativ geringes Bildrauschen auf, was möglicherweise durch die Verwendung von schwarzem Silizium weiter reduziert werden könnte.
  - CCD-Sensor, mit Filterrad oder farbempfindlichen Sensoren (Interferenzfilter pro Pixel, siehe Bayer-Sensor) auch für Farbbilder
  - Active Pixel Sensor (APS), basierend auf der CMOS-Technik, mit nebeneinander oder übereinander liegenden farbempfindlichen Sensoren (siehe Foveon X3) auch für Farbbilder
- Vidiconröhre
- Ikonoskop

Beispiele für Bildsensoren für andere Spektralbereiche:
- Nipkowscheibe (historisch für Licht, jedoch auch für andere Strahlungsarten verwendbar)
- Mikrobolometerarray (mittleres bis fernes Infrarot, in der Astronomie, in Wärmebildkameras und Zielsuchsystemen)
- Pyroelektrisches Array (mittleres bis fernes Infrarot)
- Focal Plane Arrays auf Basis von Fotodioden aus Quecksilber-Cadmium-Tellurid, für Wärmebildkameras und Zielsuchsysteme im mittleren Infrarotbereich (Wellenlänge: 3,5–5 µm)

Bildaufnahmeröhren und Restlichtverstärker, auch die Mikrokanalplatte dienen der Verstärkung eines Bildsignales oder dessen Umwandlung in sichtbares Licht. Sie werden nicht als Bildsensor bezeichnet, obwohl sie oft wesentliche Merkmale eines solchen haben.

### Siliziumsensoren

#### CCD-Sensoren

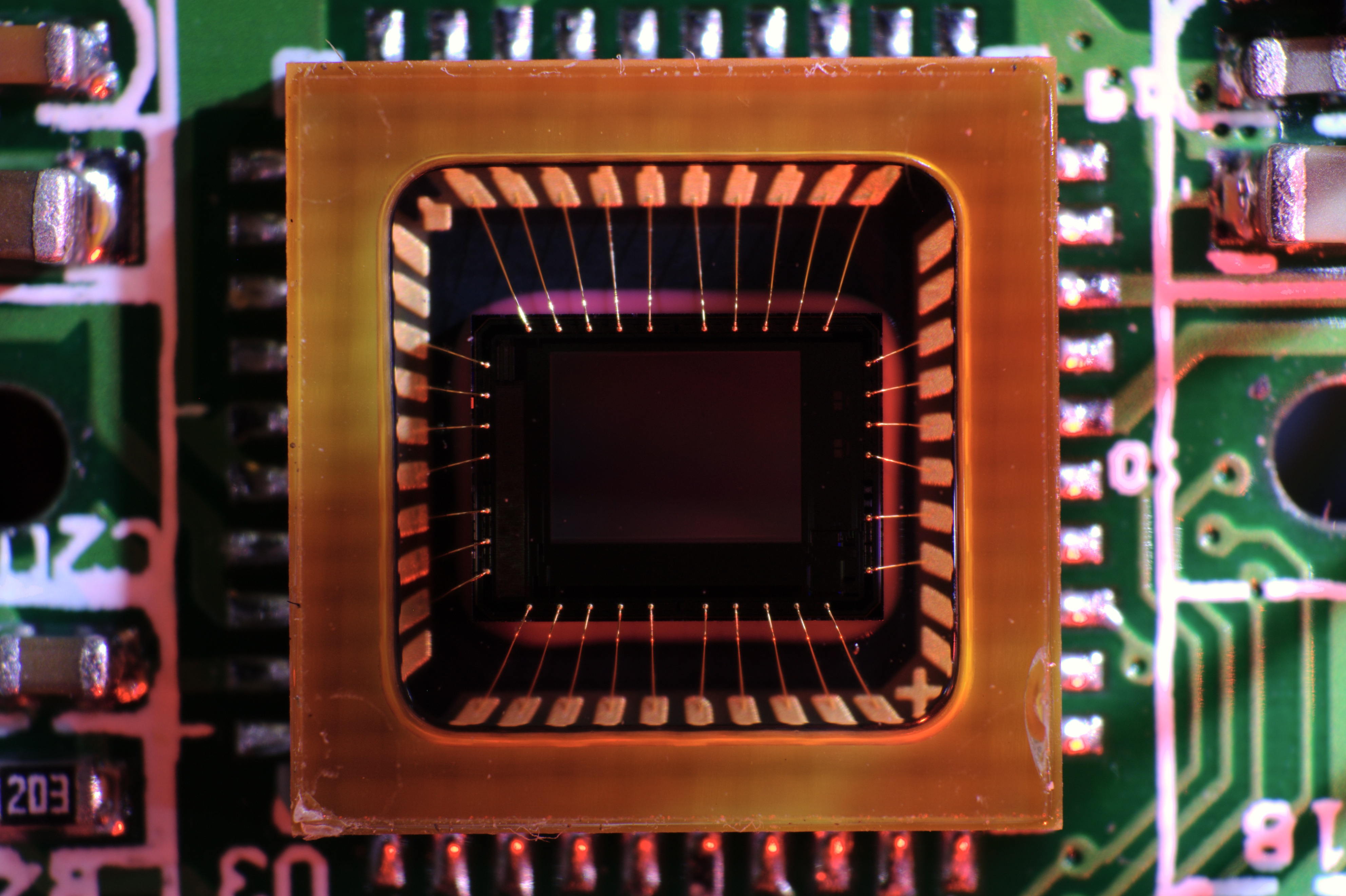
CCD-Sensor in einer Webcam

CCD-Sensoren sind lichtempfindliche elektronische Bauelemente, die auf dem inneren Photoeffekt beruhen.
Ursprünglich wurden CCD-Sensoren für die Datenspeicherung entwickelt. Jedoch wurde schnell bemerkt, dass diese Bauelemente lichtempfindlich sind und es vergleichsweise einfach ist, ein zweidimensionales Bild zu erfassen. Zweidimensionale CCD-Array-Sensoren werden in Videokameras und Digitalkameras, als Bildsensoren in der Astronomie und der Satellitenfernerkundung, in Spektrometern und Scannern eingesetzt.
In den Kameras von Smartphones und Tablets findet man hingegen normalerweise Active Pixel Sensoren.

#### Bayer-Sensor

Die Farbfilter auf dem Farbfilterarray des Bayer-Sensors

Als Bayer-Sensor bezeichnet man einen Fotosensor, der – ähnlich einem Schachbrett – mit einem Farbfilter überzogen ist, welcher meist zu 50 % aus Grün und je 25 % aus Rot und Blau besteht. Grün ist in der Flächenzuweisung und somit in der Auflösungsfähigkeit privilegiert, weil der Grün-Anteil in Grautönen beim menschlichen Auge den größten Beitrag zur Helligkeitswahrnehmung und somit auch zur Kontrast-Wahrnehmung und Schärfe-Wahrnehmung leistet: 72 % der Helligkeits- und Kontrastwahrnehmung von Grautönen wird durch deren Grünanteil verursacht, dagegen leistet Rot nur 21 % und Blau nur 7 %. Zudem ist Grün, als die mittlere Farbe im Farbspektrum, diejenige, für die Objektive in der Regel die höchste Schärfe und Auflösung liefern.
Nach diesem Konzept der Bayer-Matrix arbeiten fast alle gebräuchlichen Bildsensoren (z. B. CCD-Sensoren und Active Pixel Sensoren) in digitalen Fotokameras und Filmkameras.

#### Active Pixel Sensor

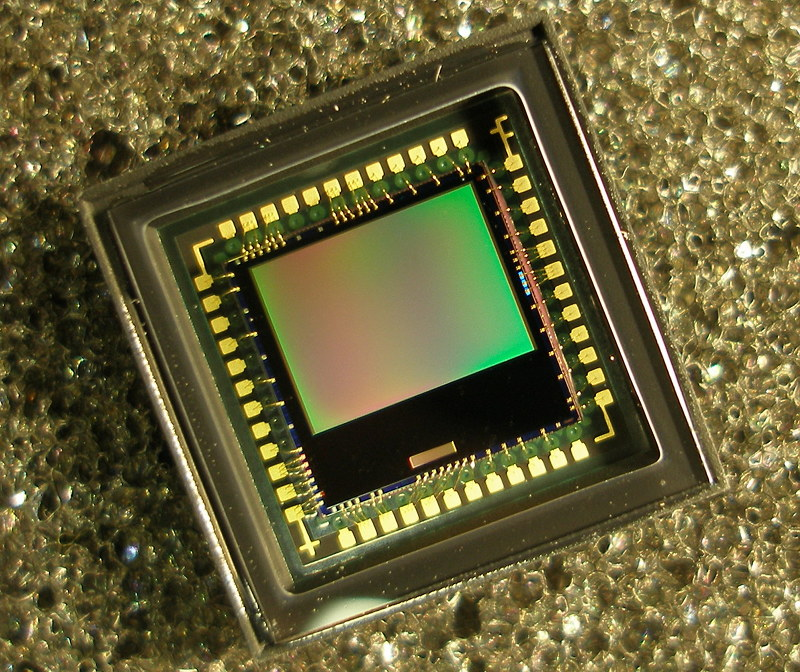
Ein Active Pixel Sensor

Ein Active Pixel Sensor (APS) ist ein Halbleiterdetektor zur Lichtmessung, der in CMOS-Technik gefertigt ist und deshalb oft als CMOS-Sensor bezeichnet wird. Im Gegensatz zum ebenfalls in CMOS-Technik hergestellten Passive Pixel Sensor (PPS) enthält jedes Bildelement eine Verstärkerschaltung zum Auslesen von Signalen.
Durch die Verwendung der CMOS-Technik wird es möglich, weitere Funktionen in den Sensorchip zu integrieren, wie beispielsweise die Belichtungskontrolle, die Kontrastkorrektur oder die Analog-Digital-Umsetzer.
Man findet CMOS-Sensoren in Smartphones und einigen Digitalkameras, während die Konkurrenztechnologie, CCD-Sensoren, in Videokameras und anderen Digitalkameras verbaut wird.

### Nanosensoren
Hierbei handelt es sich um spezielle, sehr kleine Sensoren, um kleine Abbildungen mit hoher Auflösung zu scannen (abzutasten), wie bei elektronischen Lichtmikroskopen oder Refraktiometern mit folgenden Eigenschaften:
- Sehr geringe Pixelgröße
- Hohe optische Auflösung
- Geringe Empfindlichkeit
- Geringe Dynamik

### Röntgensensoren
Hierbei handelt es sich um mit einer strahlungsempfindlichen Schicht versehene Detektoren für digitales Röntgen (TFA-Sensor) mit folgenden Eigenschaften:
- Hohe Pixelgröße
- Geringe optische Auflösung
- Hohe Empfindlichkeit
- Mittlere Dynamik

## Digitale Fotografie

### Sensorgrößen und -formate

Vergleich gängiger Sensorformate, Seitenlängen in mm, Fläche in mm²

Vergleich gängiger Sensorformate

In nebenstehender Grafik sind gängige Sensorgrößen dargestellt, die in digitalen Video- und Fotokameras zum Einsatz kommen. Lässt man die Mittelformatsensoren außer Betracht, ist zwischen dem kleinsten und dem größten Sensor, die in Kompakt- und Spiegelreflexkameras verwendet werden, ein 56-facher Größenunterschied bezogen auf die Sensorfläche erkennbar. Dieser Unterschied ist einer von mehreren Faktoren, welche die Bildqualität und Lichtempfindlichkeit beeinflussen. Der größte im Jahr 2010 gebaute Bildsensor hat eine effektive Größe von 205 mm × 202 mm. Der Preis für die Sensorchips steigt üblicherweise überproportional zur Sensorfläche.
| Format                            | Bilddiagonale |
| --------------------------------- | ------------- |
| Micro-Four-Thirds und Four-Thirds | –21,633 mm    |
| APS-C und DX                      | ,027–28 mm    |
| FX (Vollformat)                   | –43,267 mm    |

Die Zoll-Bezeichnungen in nebenstehender Grafik haben keinen direkten Bezug zum Zoll-Maß mehr. Die Maßangaben beruhen auf den Eigenschaften der Vidiconröhre.

### Bildauflösung
In der Digitalfotografie wird die gerundete Gesamtzahl der Bildpunkte in Megapixeln als Anhaltspunkt für die theoretisch erreichbare Auflösung angegeben. Die tatsächliche Auflösung hängt aber von vielerlei Faktoren ab – die Pixelanzahl allein lässt keine Qualitätsaussage zu.

### Pixelanordnung, Seitenverhältnis
Gab es anfangs fast nur das Seitenverhältnis 4:3, gibt es nun zunehmend auch das 3:2-Format des klassischen Kleinbilds sowie Kameramodelle mit 16:9-Format.